# Бёрк, Альфред
А́льфред Бёрк (англ. Alfred Burke; 28 февраля 1918, Пекэм, Англия, Великобритания — 16 февраля 2011, Барнс, Англия, Великобритания) — британский актёр.

## Биография
Родился 28 февраля 1918 года в Пекэме (Англия, Великобритания) в семье Уильяма Бёрка и Сары Энн О’Лири.
С 1946 по 2002 год Альфред сыграл в 119 фильмах и телесериалах, а в 1964 году также выступил в качестве сценариста. Наиболее известными ролями Бёрка являются: Трэверс в фильме «Раздражающие молчание» (1960), Фрэнк Мэркер в телесериале «Общественный взгляд» (1965—1975), Дитер Рихтер в телесериале «Враг у дверей» (1978—1980) и его последняя роль — Армандо Диппет в «Гарри Поттере и тайной комнате» (2002).
Альфред был женат на Барбаре Бонель, с которой на момент смерти он не жил вместе. У супругов было четверо детей, две пары близнецов — Джейкоб Бёрк и Хэрриет Бёрк, Келли Бёрк и Луиза Бёрк.
92-летний Альфред скончался 16 февраля 2011 года в Барнсе (Англия, Великобритания) от грудной инфекции.